# Tsuru no Ongaeshi
Tsuru no Ongaeshi (鶴の恩返し) - Tiên hạc đền ơn là một truyện dân gian Nhật Bản nói về một con hạc đã quay về để đền ơn cho người cứu nó.  Một dị bản câu chuyện là một chàng trai đã kết hôn với con hạc mang tên Tsuru Nyōbō (鶴女房 "Người vợ hạc").

## Nội dung
Ngày xửa ngày xưa, có một đôi vợ chồng già sống với nhau. Trong một ngày đông tuyết phủ khắp nơi, ông cụ vào thị trấn để bán củi, ông đã nhìn thấy một con hạc sập vào bẫy của thợ săn. Thấy thương nó, ông quyết định gỡ bẫy thả nó ra. Trong đêm đó một cơn bão tuyết xảy ra, một cô gái xinh đẹp đến nhà ông bà lão. Theo lời của cô gái, ba mẹ cô qua đời, cô phải đi tìm những người thân chưa từng gặp trước đây nhưng không may lạc đường và xin ông bà cho cô nghỉ lại một đêm. Ông bà lão sẵn lòng mời cô vào. Ngày hôm sau tuyết vẫn không ngừng rơi và cô gái vẫn ở đó. Cô gái chăm lo cho ông bà chu đáo nên ông bà rất vui. Một ngày, cô gái muốn giã từ ông bà lão để đi gặp người thân nhưng ông bà xin cô gái ở lại và trở thành con gái ông bà. Cô gái chấp nhận
Một ngày, cô gái nhờ ông bà: "Con muốn may một bộ đồ hãy đi mua cho con sợi". Cô gái cũng dặn: "Xin đừng bao giờ nhìn vào căn phòng"; sau đó cô gái đóng cửa kín mít và ở đó cho đến ba ngày. Cô gái bước ra và nói "Ông bà hãy đem đi bán và mua thật nhiều sợi về". Bộ đồ khi đem đi bán được mọi người khen tấm tấc và bán với giá rất cao. Với những sợi mới cô gái đã may rất khéo léo khi bán giá càng ngày càng cao khiến cuộc sống ông bà sung túc hơn.
Tuy nhiên, khi cô gái thu mình trong phòng để dệt tấm thứ ba khiến ông bà không khỏi tò mò làm sao cô gái có thể dệt được như vậy. Ông bà cố gắng giữ lời hứa nhưng không được bởi sự hiếu kỳ nên đã lén nhìn vào bên trong căn phòng thì ra cô gái chính là con hạc. Con hạc đã nhổ hết lông của mình để làm trang phục và hiện thật đáng thương. Khi thấy ông bà vô cùng bất ngờ, con hạc nói là dự định ở luôn với ông bà nhưng giờ bị lộ nên không được và con hạc bay đi khiến ông bà luyến tiếc.
Trong "Người vợ hạc", một chàng trai kết hôn với một cô gái hạc cải trang. Để kiếm tiền người vợ rứt lông mình để dệt thổ cẩm khiến hình dáng cô gái càng ngày càng xấu. Khi chàng trai biết được thân phận và bệnh tình cô gái đã rời xa anh. Ngoài ra còn rất nhiều truyện Nhật Bản khác nói về người đàn ông kết hôn với  kitsune, hồn cáo cải trang thành người (như cô gái trong truyện), mặc dù việc tiết lộ thân phận thật sự cô gái là chuyện bí mật  kể cả với chồng nhưng cô gái vẫn ở cho đến khi bị phát hiện.